# Бинниг, Герд Карл
Герд Карл Би́нниг (нем. Gerd Karl Binnig; род. 20 июля 1947) — немецкий физик, в 1986 году совместно с Генрихом Рорером получил Нобелевскую премию по физике за изобретение сканирующего туннельного микроскопа. Разработки Биннига расширили возможности нанотехнологий, позволив не только визуализировать отдельные атомы, но и манипулировать ими.

## Краткая биография
Бинниг окончил курсы подготовки к университету (Abitur) в гимназии им. Рудольфа Коха в 1966 году в Оффенбахе на Майне.
Учился в Университете им. Гёте во Франкфурте, там же в 1978 году окончил аспирантуру по теме «Туннельная спектроскопия сверхпроводящих (SN)x». В том же году принял предложение IBM о работе в Исследовательском центре компании в Цюрихе. Там Бинниг встретил Рорера, пробудившего в молодом учёном «несколько потерянный интерес к физике». Работая совместно, учёные внесли ключевые усовершенствования в конструкцию сканирующего туннельного микроскопа, в том числе создали зонд с единственным атомом на острие. С помощью созданного в 1981 году инструмента Бинниг и Рорер продемонстрировали структуру поверхности кристаллов, цепей ДНК и впервые наблюдали картину отделения вируса от клетки-хозяина.
В 1983 году он получил за это премию Отто Клунга как лучший молодой учёный Германии.
В 1986 году Бинниг, совместно с Рорером получили Нобелевскую премию по физике за изобретение сканирующего туннельного микроскопа.
Находясь в творческом отпуске в Стэнфорде (США) совместно с коллегой по Исследовательскому центру IBM в Цюрихе Кристофором Гербером (Christoph Gerber) и профессором Стэнфордского университета Келвином Квейтом (Calvin Quate) создали атомно-силовой микроскоп, открывший новые перспективы в микроскопии. В отличие от сканирующего туннельного микроскопа, позволяющего исследовать только поверхность металлов и полупроводников, атомно-силовой микроскоп позволяет исследовать диэлектрические материалы.
В 1994 году Герд Бинниг основал фирму Delphi Creative Technologies GmbH, которая специализировалась на анализе изображений различного масштаба — от микрофотографий до спутниковых карт. Позднее фирма была переименована сначала в Definiens GmbH, а в 2006 году в Definiens AG, и зарегистрирована в Мюнхене. От Definiens AG отделилась фирма Definiens Imaging GmbH, которая успешно действует в области программной, объектно-ориентированной классификации изображений. В настоящее время Бинниг возглавляет исследовательскую деятельность в компании.

## Публикации
- G. Binnig, H. Rohrer, C. Gerber, E. Weibel. Surface studies by scanning tunneling microscopy. // Phys. Rev. Lett. V. 49, № 1, S. 57 — 61 (1982).
- Г. Бинниг, Г. Рорер. Сканирующая туннельная микроскопия — от рождения к юности: Нобелевская лекция. // УФН, Т. 154, № 2 (1988).
- Г. Бинниг, Г. Рорер. Сканирующая туннельная микроскопия — от рождения к юности: Нобелевская лекция. // Атомы «глазами» электронов. — М.: Знание, 1988.
- Aus dem Nichts. Über die Kreativität von Natur und Mensch. (1997), ISBN 3-492-21486-X